# Andrea Alvarado
Andrea Beatriz Alvarado Año (Lima, 11 de febrero de 1995) es una actriz, docente y directora peruana, que obtuvo reconocimiento por haber desarrollado su carrera artística en el teatro y el personaje de Rosemary Li Huamán en la telenovela Maricucha.

## Biografía
Andrea Alvarado empezó sus estudios en la carrera de Ciencias de la Comunicación. Más tarde, se licenció de la carrera Teatro de la facultad de artes escénicas en la Pontificia Universidad Católica del Perú, complementó sus estudios de teatro egresando del XVII Taller de Formación Actoral de Roberto Ángeles; además estudió en Cours Florent de París e improvisación teatral en el Centro Cultural Imaginario Colectivo.
La actriz comenzó su carrera artística en el año 2016, aún siendo alumna hizo su debut con la creación colectiva Pequeños exilios, compartiendo escena con exalumnos del Teatro de la Universidad Católica de Perú. En la PUCP, su centro educativo, recibió clases de actuación dirigidas por Alberto Ísola, Alejandra Guerra, Urpi Gibbons y Mateo Chiarella.
Gracias a su desempeño, pudo continuar en otras producciones locales a partir de 2018, asumiendo el protagónico del montaje La promesa dirigida por Roberto Ángeles con su personaje Lika, una mujer que se ve envuelta en un triángulo amoroso durante los años 1940s en la Unión Soviética. Participó en el reparto principal de Juan sin miedo bajo la dirección de Alonso Alegría, con el cual obtuvo la nominación de «Mejor actriz de teatro para la infancia» por parte de los Premios El Oficio Crítico, galardón de la comunidad de actores peruanos. Además, participó en la ficción Perro de familia en el papel de Camila ese año.[cita requerida]
En el año 2019, participó como protagonista del montaje peruano Falsarios al lado de Diego Pérez Chirinos bajo el personaje de Ana, y asumió la conducción del programa infantil Había tal vez para el canal estatal TV Perú como la niña Lua. Al año siguiente, funda su propia entidad La Vaca Multicolor al lado de su pareja sentimental, el actor Fernando Luque. En la dicha organización se desempeña en la rama de la enseñanza, realizando diferentes talleres para todas las edades.[cita requerida] Coprotagonizó la obra teatral Ex, que revienten los actores de la dirección de Alejandra Guerra. Fue parte del programa educativo Aprendo en casa, interpretando el personaje de «Techi» para una secuencia.
Retoma su carrera actoral en 2022, interpretando a Rosemary Li Huamán en la telenovela peruana Maricucha, inicialmente como antagonista principal y tiempo después, asumió el coprotagónico en los últimos capítulos de la trama al año siguiente.[cita requerida] Previo a ello, tuvo una breve participación en la otra producción televisiva Luz de luna en el personaje del hada madrina «Becky», quién acompaña a Luz Zárate en sus aventuras, retomando el rol en los musicales Luz de luna: el musical y Luz de luna: la aventura.
Dirigió la obra teatral La fiesta saturnal volviendo a trabajar con Luque, participó en el reparto principal de la película La banda presidencial y la adaptación La vida es sueño como la princesa Estrella en 2022. Al año siguiente, fue coprotagonista del musical Nací para quererte como Ramona y seguidamente, de la otra producción Otelo de William Shakespeare, interpretando el personaje de Emilia.

## Filmografía

### Televisión
| Año       | Título            | Rol                                                                     | Notas                                                     | Emisión            |
| --------- | ----------------- | ----------------------------------------------------------------------- | --------------------------------------------------------- | ------------------ |
| 2019      | Había una vez     | Niña Lua                                                                | Presentadora                                              | TV Perú            |
| 2021      | Aprendo en casa   | «Techi»                                                                 | Copresentadora y parte de la secuencia Promo 2021, la pre | TV Perú            |
| 2022      | Luz de luna       | «Becky»                                                                 | Rol secundario                                            | América Televisión |
| 2022      | Maricucha         | Rosa María Li Huamán / «Rosemary» / «Maritrucha» / «La nueva Maricucha» | Rol antagónico reformado                                  | América Televisión |
| 2022-2023 | Maricucha         | Rosa María Li Huamán / «Rosemary» / «Maritrucha» / «La nueva Maricucha» | Rol coprotagónico                                         | América Televisión |
| 2023-2024 | Luz de esperanza  | Ana Martina «Anita» Alfaro Huanca                                       | Rol coprotagónico                                         | América Televisión |
| 2023      | El jardín de Lisa | Lisa                                                                    | Rol protagónico                                           | TV Perú            |

### Cine
| Año  | Título                     | Rol | Notas         |
| ---- | -------------------------- | --- | ------------- |
| 2022 | La banda presidencial      |     | Rol principal |
| 2024 | Seductores irresistibles 2 |     | Rol principal |

### Teatro
| Año       | Título                                        | Rol               | Notas             |
| --------- | --------------------------------------------- | ----------------- | ----------------- |
| 2016      | Pequeños exilios                              |                   | Rol principal     |
| 2017      | Cabaret                                       | Sally Bowles      | Rol protagónico   |
| 2017      | Las criadas                                   |                   | Rol protagónico   |
| 2018      | Perro de familia                              | Camila            | Rol principal     |
| 2018      | Juana sin miedo                               | Juana             | Rol protagónico   |
| 2018      | La promesa                                    | Lika              | Rol protagónico   |
| 2019      | Falsarios                                     | Ana               | Rol protagónico   |
| 2019      | Mi hijo sólo camina un poco más lento         | Hermana           | Rol principal     |
| 2020      | Ex, que revienten los actores                 |                   | Rol protagónico   |
| 2022      | Todos vuelven, un musical para el reencuentro |                   | Rol principal     |
| 2022      | Detención                                     | Alumna            | Rol protagónico   |
| 2022      | La fiesta saturnal                            | Ella misma        | Directora general |
| 2023      | Nací para quererte, el musical                | Ramona            | Rol principal     |
| 2023      | La vida es sueño                              | Princesa Estrella | Rol principal     |
| 2023      | Paraíso                                       |                   | Rol principal     |
| 2023      | El avaro                                      | Mariana           | Rol principal     |
| 2023      | Otelo                                         | Emilia            | Rol principal     |
| 2023-2024 | El loco y la camisa                           | María             | Rol principal     |

## Premios y nominaciones
| Año  | Premios                   | Categoría                                 | Trabajo         | Resultado | Ref.  |
| ---- | ------------------------- | ----------------------------------------- | --------------- | --------- | ----- |
| 2019 | Premios El Oficio Crítico | «Mejor actriz de teatro para la infancia» | Juana sin miedo | Ganadora  | [ 4 ] |